# The Bootleg Series Vol. 13: Trouble No More 1979–1981
The Bootleg Series Vol. 13: Trouble No More 1979–1981 es un álbum recopilatorio del músico estadounidense Bob Dylan, publicado por la compañía discográfica Columbia Records el 3 de noviembre de 2017. Recoge grabaciones realizadas entre 1979 y 1981, durante uno de los más controvertidos períodos de la carrera musical de Dylan, su llamada «etapa cristiana», que comprendió los álbumes Slow Train Coming, Saved y Shot of Love.
La edición deluxe incluye 9 discos con 100 canciones inéditas, grabadas tanto en directo como en estudio, incluyendo 14 canciones inéditas (con la excepción de “Ye Shall Be Changed,” publicada en 1991 en The Bootleg Series, Vol. 1-3) y un libreto ilustrado de 120 páginas. Dicha edición consistirá en 8 CD con más de 8 horas de música, y un DVD con el documental «Trouble No More: A Musical Film», dirigido por Jennifer Lebeau y Ron Kantor, con una duración de 58:56, que consiste en una presentación con material fílmico inédito de los tours de Dylan a principios de la década de 1980 acompañado de nuevo material escrito por Luc Sante e interpretado por Michael Shannon, más 28 minutos de extras. El documental ha sido seleccionado para su debut en la edición del New York Film Festival de 2017.

## Lista de canciones

### Edición estándar (2 CD)
| Disco uno |                                        |                                                                                |          |  |
| N.º       | Título                                 | Versión                                                                        | Duración |  |
| 1.        | «Slow Train»                           | Nov. 16, 1979, The Warfield Theatre, San Francisco, California, Estados Unidos | 6:20     |  |
| 2.        | «Gotta Serve Somebody»                 | Nov. 15, 1979, The Warfield Theatre, San Francisco, California, Estados Unidos | 6:29     |  |
| 3.        | «I Believe In You»                     | May. 16, 1980, Stanley Theatre, Pittsburgh, Pensilvania, Estados Unidos        | 4:51     |  |
| 4.        | «When You Gonna Wake Up?»              | Jul. 9, 1981, Drammenshallen, Drammen, Noruega                                 | 5:27     |  |
| 5.        | «When He Returns»                      | Dec. 5, 1979, Kiva Auditorium, Albuquerque, Nuevo México, Estados Unidos       | 5:00     |  |
| 6.        | «Man Gave Names to All the Animals»    | Ene. 16, 1980, Paramount Theatre, Portland, Oregón, Estados Unidos             | 5:45     |  |
| 7.        | «Precious Angel»                       | Nov. 16, 1979, The Warfield Theatre, San Francisco, California, Estados Unidos | 5:40     |  |
| 8.        | «Covenant Woman»                       | Nov. 20, 1979, Civic Auditorium, Santa Monica, California, Estados Unidos      | 5:52     |  |
| 9.        | «Gonna Change My Way of Thinking»      | Ene. 31, 1980, Orpheum Theater, Memphis, Tennessee, Estados Unidos             | 4:46     |  |
| 10.       | «Do Right to Me Baby (Do Unto Others)» | Ene. 28, 1980, Uptown Theatre, Kansas City, Misuri, Estados Unidos             | 5:08     |  |
| 11.       | «Solid Rock»                           | Nov. 27, 1979, Golden Hall, San Diego, California, Estados Unidos              | 4:42     |  |
| 12.       | «What Can I Do for You?»               | Nov. 27, 1979, Golden Hall, San Diego, California, Estados Unidos              | 5:53     |  |
| 13.       | «Saved»                                | Ene. 12, 1980, Paramount Theatre, Portland, Oregón, Estados Unidos             | 4:49     |  |
| 14.       | «In the Garden»                        | Ene. 27, 1980, Uptown Theatre, Kansas City, Misuri, Estados Unidos             | 6:33     |  |

| Disco dos |                                          |                                                                                |          |  |
| N.º       | Título                                   | Versión                                                                        | Duración |  |
| 1.        | «Slow Train»                             | Jun. 29, 1981, Earls Court, Londres, Inglaterra                                | 4:35     |  |
| 2.        | «Ain't Gonna Go to Hell for Anybody»     | Abr. 24, 1980, Le Theatre Saint-Denis, Montreal, Quebec, Canadá                | 4:30     |  |
| 3.        | «Gotta Serve Somebody»                   | Jul. 15, 1981, Freilichttheater, Bad Segeberg, Alemania Occidental             | 3:57     |  |
| 4.        | «Ain't No Man Righteous, No Not One»     | Nov. 16, 1979, The Warfield Theatre, San Francisco, California, Estados Unidos | 4:35     |  |
| 5.        | «Saving Grace»                           | Nov. 6, 1979, The Warfield Theatre, San Francisco, California, Estados Unidos  | 4:25     |  |
| 6.        | «Blessed Is the Name»                    | Nov. 20, 1979, Civic Auditorium, Santa Mónica, California, Estados Unidos      | 4:18     |  |
| 7.        | «Solid Rock»                             | Oct. 23, 1981, The Spectrum, Philadelphia, Pensilvania, Estados Unidos         | 4:20     |  |
| 8.        | «Are You Ready?»                         | Abr. 30, 1980, Kleinhans Music Hall, Buffalo, New York, Estados Unidos         | 6:19     |  |
| 9.        | «Pressing On»                            | Nov. 6, 1979, The Warfield Theatre, San Francisco, California, Estados Unidos  | 6:52     |  |
| 10.       | «Shot of Love»                           | Jul. 25, 1981, Palace des Sports, Aviñón, Francia                              | 4:45     |  |
| 11.       | «Dead Man, Dead Man»                     | Jun. 21, 1981, Stade Municipal des Minimes, Toulouse, Francia                  | 4:22     |  |
| 12.       | «Watered-Down Love»                      | Jun. 12, 1981, Pine Knob Music Theatre, Clarkston, Míchigan, Estados Unidos    | 4:44     |  |
| 13.       | «In the Summertime»                      | Oct. 21, 1981, The Orpheum Theatre, Boston, Massachusetts, Estados Unidos      | 3:15     |  |
| 14.       | «The Groom's Still Waiting at the Altar» | Nov. 13, 1980, The Warfield Theatre, San Francisco, California, Estados Unidos | 6:01     |  |
| 15.       | «Caribbean Wind»                         | Nov. 12, 1980, The Warfield Theatre, San Francisco, California, Estados Unidos | 5:23     |  |
| 16.       | «Every Grain of Sand»                    | Nov. 21, 1981, Civic Center Theatre, Lakeland, Florida, Estados Unidos         | 3:42     |  |

### Edicióndeluxe(6 CD)
| Disco tres (Rare and Unreleased) |                                                        |                                              |          |  |
| N.º                              | Título                                                 | Versión                                      | Duración |  |
| 1.                               | «Slow Train»                                           | Soundcheck - Oct. 5, 1978                    | 3:03     |  |
| 2.                               | «Do Right to Me Baby (Do Unto Others)»                 | Soundcheck - Dec. 7, 1978                    | 3:38     |  |
| 3.                               | «Help Me Understand» (Canción inédita)                 | Soundcheck - Oct. 5, 1978                    | 2:41     |  |
| 4.                               | «Gonna Change My Way of Thinking»                      | Ensayo con sección de vientos - Oct. 2, 1979 | 4:58     |  |
| 5.                               | «Gotta Serve Somebody»                                 | Take 1 - 4 de mayo de 1979                   | 5:41     |  |
| 6.                               | «When He Returns»                                      | Take 2 - 4 de mayo de 1979                   | 4:23     |  |
| 7.                               | «Ain't No Man Righteous, No Not One» (Canción inédita) | Take 6 - 1 de mayo de 1979                   | 4:59     |  |
| 8.                               | «Trouble In Mind»                                      | Take 1 - 30 de abril de 1979                 | 4:50     |  |
| 9.                               | «Ye Shall Be Changed»                                  | Outtake - 2 de mayo de 1979                  | 4:08     |  |
| 10.                              | «Covenant Woman»                                       | Take 3 - 11 de febrero de 1980               | 5:05     |  |
| 11.                              | «Stand by Faith» (Canción inédita)                     | Rehearsal - Sept. 26, 1979                   | 2:35     |  |
| 12.                              | «I Will Love Him» (Canción inédita)                    | Apr. 19, 1980                                | 5:19     |  |
| 13.                              | «Jesus Is the One» (Canción inédita)                   | 17 de julio de 1981                          | 2:46     |  |
| 14.                              | «City of Gold» (Canción inédita)                       | Nov. 22, 1980                                | 2:48     |  |
| 15.                              | «Thief on the Cross» (Canción inédita)                 | Nov. 10, 1981                                | 4:05     |  |
| 16.                              | «Pressing On»                                          | Take 1 - Feb. 13, 1980                       | 5:50     |  |

| Disco cuatro (Rare and Unreleased) |                                                        |                                              |          |  |
| N.º                                | Título                                                 | Versión                                      | Duración |  |
| 1.                                 | «Slow Train»                                           | Ensayo con sección de vientos - Oct. 2, 1979 | 5:37     |  |
| 2.                                 | «Gotta Serve Somebody»                                 | Ensayo con sección de vientos - Oct. 9, 1979 | 4:35     |  |
| 3.                                 | «Making a Liar Out of Me» (Canción inédita)            | Ensayo - Sept. 26, 1980                      | 5:44     |  |
| 4.                                 | «Yonder Comes Sin» (Canción inédita)                   | Ensayo - Oct. 1, 1980                        | 4:11     |  |
| 5.                                 | «Radio Spot for January 1980, Portland, OR show»       |                                              | 1:00     |  |
| 6.                                 | «Cover Down, Pray Through» (Canción inédita)           | Directo, May. 1, 1980                        | 4:20     |  |
| 7.                                 | «Rise Again» (Canción inédita)                         | Ensayo - Oct. 16, 1980                       | 3:03     |  |
| 8.                                 | «Ain't Gonna Go to Hell for Anybody» (Canción inédita) | Directo, Dec. 2, 1980                        | 3:51     |  |
| 9.                                 | «The Groom's Still Waiting at the Altar»               | Take 2 - 1 de mayo de 1981                   | 5:26     |  |
| 10.                                | «Caribbean Wind»                                       | Ensayo con pedal steel - Sept. 23, 1980      | 5:58     |  |
| 11.                                | «You Changed My Life»                                  | Take 4 - 23 de abril de 1981                 | 4:31     |  |
| 12.                                | «Shot of Love»                                         | Outtake - 25 de marzo de 1981                | 4:24     |  |
| 13.                                | «Watered-Down Love»                                    | Outtake - 15 de mayo de 1981                 | 4:16     |  |
| 14.                                | «Dead Man, Dead Man»                                   | Outtake - 24 de abril de 1981                | 7:22     |  |
| 15.                                | «Every Grain of Sand»                                  | Rehearsal - Sept. 26, 1980                   | 4:49     |  |

| Disco cinco ('Best of' Live in Toronto 1980) |                                                        |          |  |
| N.º                                          | Título                                                 | Duración |  |
| 1.                                           | «Gotta Serve Somebody»                                 | 6:53     |  |
| 2.                                           | «I Believe in You»                                     | 4:44     |  |
| 3.                                           | «Covenant Woman»                                       | 6:08     |  |
| 4.                                           | «When You Gonna Wake Up?»                              | 5:41     |  |
| 5.                                           | «When He Returns»                                      | 5:25     |  |
| 6.                                           | «Ain't Gonna Go to Hell for Anybody» (Unreleased song) | 4:15     |  |
| 7.                                           | «Cover Down, Pray Through» (Unreleased song)           | 4:33     |  |
| 8.                                           | «Man Gave Names to All the Animals»                    | 5:40     |  |
| 9.                                           | «Precious Angel»                                       | 5:24     |  |

| Disco seis ('Best of' Live in Toronto 1980) |                                        |          |  |
| N.º                                         | Título                                 | Duración |  |
| 1.                                          | «Slow Train»                           | 6:49     |  |
| 2.                                          | «Do Right to Me Baby (Do Unto Others)» | 4:43     |  |
| 3.                                          | «Solid Rock»                           | 4:49     |  |
| 4.                                          | «Saving Grace»                         | 4:42     |  |
| 5.                                          | «What Can I Do for You?»               | 6:33     |  |
| 6.                                          | «In the Garden»                        | 6:18     |  |
| 7.                                          | «Band Introductions»                   | 2:05     |  |
| 8.                                          | «Are You Ready?»                       | 4:29     |  |
| 9.                                          | «Pressing On»                          | 5:26     |  |

| Disco siete (Live at Earl's Court, London, June 27, 1981) |                                                         |          |  |
| N.º                                                       | Título                                                  | Duración |  |
| 1.                                                        | «Gotta Serve Somebody»                                  | 4:30     |  |
| 2.                                                        | «I Believe in You»                                      | 4:57     |  |
| 3.                                                        | «Like a Rolling Stone»                                  | 6:25     |  |
| 4.                                                        | «Man Gave Names to All the Animals»                     | 4:48     |  |
| 5.                                                        | «Maggie's Farm»                                         | 4:07     |  |
| 6.                                                        | «I Don't Believe You (She Acts Like We Never Have Met)» | 3:46     |  |
| 7.                                                        | «Dead Man, Dead Man»                                    | 4:54     |  |
| 8.                                                        | «Girl from the North Country»                           | 5:10     |  |
| 9.                                                        | «Ballad of a Thin Man»                                  | 3:26     |  |

| Disco ocho (Live at Earl's Court, London, June 27, 1981) |                                |          |  |
| N.º                                                      | Título                         | Duración |  |
| 1.                                                       | «Slow Train»                   | 4:52     |  |
| 2.                                                       | «Let's Begin»                  | 3:26     |  |
| 3.                                                       | «Lenny Bruce»                  | 4:30     |  |
| 4.                                                       | «Mr. Tambourine Man»           | 5:15     |  |
| 5.                                                       | «Solid Rock»                   | 4:32     |  |
| 6.                                                       | «Just Like a Woman»            | 3:51     |  |
| 7.                                                       | «Watered-Down Love»            | 4:51     |  |
| 8.                                                       | «Forever Young»                | 4:15     |  |
| 9.                                                       | «When You Gonna Wake Up?»      | 4:49     |  |
| 10.                                                      | «In the Garden»                | 5:48     |  |
| 11.                                                      | «Band Introductions»           | 4:05     |  |
| 12.                                                      | «Blowin' in the Wind»          | 5:00     |  |
| 13.                                                      | «It's All Over Now, Baby Blue» | 5:00     |  |
| 14.                                                      | «Knockin' on Heaven's Door»    | 5:01     |  |

| Disco nueve (Bonus DVD) | |          |  |
| N.º                     | Título | Duración |  |
| 1.                      | «Trouble No More - A Musical Film» | 58:56    |  |
| 2.                      | «DVD Extras: - Shot of Love - Cover Down, Pray Through - Jesus Met the Woman at the Well (Alternate version) - Ain't Gonna Go to Hell for Anybody (Complete version) - Precious Angel (Complete version) - Slow Train (Complete version)» | 28:17    |  |

## Posición en listas
| País                               | Posición |
| ---------------------------------- | -------- |
| Alemania (Media Control Charts)    | 10       |
| Australia (ARIA)                   | 70       |
| Austria (Ö3 Austria)               | 14       |
| Bélgica (Ultratop flamenca)        | 11       |
| Bélgica (Ultratop valona)          | 61       |
| Canadá (Billboard Canadian Albums) | 93       |
| Países Bajos (Album Top 100)       | 9        |
| España (PROMUSICAE)                | 15       |
| Estados Unidos (Billboard 200)     | 49       |
| Francia (SNEP)                     | 121      |
| Irlanda (IRMA)                     | 14       |
| Italia (FIMI)                      | 36       |
| Nueva Zelanda (RMNZ)               | 3        |
| Noruega (VG-lista)                 | 8        |
| Suecia (Sverigetopplistan)         | 7        |
| Suiza (Schweizer Hitparade)        | 17       |
| Reino Unido (UK Albums Chart)      | 21       |